# Daniel Percheron
Pour les articles homonymes, voir Percheron (homonymie).
Ne doit pas être confondu avec Daniel Percheron (écrivain).
Daniel Percheron, né le 31 août 1942 à Beauvais dans l'Oise, est un homme politique français. Membre du Parti socialiste, il est notamment président du conseil régional du Nord-Pas-de-Calais de 2001 à 2015 et sénateur du Pas-de-Calais de 1983 à 2017.

## Biographie

### Carrière professionnelle
Professeur certifié d'histoire-géographie, Daniel Percheron enseigne de 1963 à 1979, notamment en lycée professionnel à Lens. Il s'intéresse particulièrement à la Révolution française, ainsi qu'à l'histoire de la social-démocratie et du bolchevisme.

### Parcours politique
Adhérent au Parti socialiste, il parvient avec Jean-Pierre Kucheida à écarter en 1973 le maire d'Arras, Guy Mollet, leader de la SFIO, et à faire du PS le premier parti politique du bassin minier, devant le Parti communiste français. Il est premier secrétaire de la fédération du Pas-de-Calais de 1973 à 1997, « l'un des hommes les plus puissants et les plus méconnus du PS » selon la journaliste Ariane Chemin. Il est secrétaire national du Parti socialiste chargé des collectivités locales (de 1977 à 1979), du développement du parti de 1994 à 1995, puis des réformes institutionnelles entre 1997 et 2000.
Il est conseiller municipal de Liévin de 1977 à 2001, député européen de 1979 à 1983 et sénateur de 1983 à 2017.
Conseiller régional à partir de 1986, il accède à la présidence du conseil régional du Nord-Pas-de-Calais en 2001. Il est réélu à la présidence du conseil régional en 2004 et 2010.
Le 24 février 2010, L'Expansion publie le classement des présidents de conseils régionaux selon la qualité de leur gestion : Daniel Percheron figure en 18e position sur 21.
Les « dépenses pharaoniques » selon le magazine Le Point, la mauvaise gestion et la politique de recrutement de la région privilégiant les sympathisants socialistes sous la direction de Daniel Percheron ont été maintes fois dénoncées par ses adversaires politiques comme par les médias,.
Daniel Percheron a œuvré pour l'implantation du musée du Louvre-Lens et a obtenu de l'État l'accord pour l'installation du centre des réserves du musée du Louvre à Liévin, commune voisine de Lens. L'annonce d'une possible nomination de sa fille Elvire au poste d'administratrice adjointe du nouveau musée en 2012 ayant suscité de nombreux commentaires, celle-ci n'y fait finalement qu'un passage éclair. En novembre 2013, elle est désignée directrice générale adjointe de la mission « Attractivité et Solidarités » du conseil régional, information qui relance les accusations de népotisme parmi les observateurs de la politique régionale.
Il porte l'inscription de l'ancien bassin minier au patrimoine mondial de l'Unesco et s'allie le prospectiviste Jeremy Rifkin pour engager son territoire dans la « troisième révolution industrielle ».
Daniel Percheron devient membre du conseil d'administration du Racing Club de Lens en juillet 2019.

## Détail des mandats et fonctions

### Fonctions électives
- 1977-2001 : conseiller municipal de Liévin
- 17 juillet 1979 - 31 décembre 1983 : député européen
- 25 septembre 1983 - 1er octobre 2017 : sénateur pour le Pas-de-Calais
- 1986-2001 : vice-président du conseil régional du Nord-Pas-de-Calais
- 13 avril 2001 - 31 décembre 2015 : président du conseil régional du Nord-Pas-de-Calais

### Autres fonctions
- 1973-1997 : premier secrétaire de la fédération socialiste du Pas-de-Calais
- 1983-2004 : membre de la commission des affaires économique et de la Délégation pour la planification
- 2004-2008 : membre de la commission des affaires étrangères, de la défense et des forces armées
- 2004-2012 : président du Parc naturel régional des caps et marais d'Opale
- Secrétaire national du PS chargé de l'élargissement du conseil national et du développement des secteurs sociétaux, membre du bureau exécutif (jusqu'en 1995) ; secrétaire national chargé du développement du PS (1995-1996) ; secrétaire national chargé des réformes institutionnelles du PS (1997-2000).

## Décoration
- Chevalier de la Légion d'honneur par décret du 31 décembre 2018[15].